# Темпл-блок
Темпл-блок (англ. temple-block), корейские колокола — ударный музыкальный инструмент с неопределённой высотой звучания. Представляет собой деревянный шарообразный предмет со щелью и резонирующей полостью внутри. При ударе по нему твёрдыми палочками издаёт глубокий, мягко чокающий звук. Используется в наборе от двух и более темпл-блоков разной величины и высоты звучания.